# Ken Gudman Prisen
Ken Gudman Prisen er en dansk musikpris indstiftet til minde om trommeslageren Ken Gudman. Prisen har i dag status som en af dansk rocks store og væsentlige priser.
Indtægterne fra en storstilet mindekoncert den 12. oktober 2003 i Amager Bio blev placeret i en fond, der hvert år uddeler prisen til en dansk musiker, der i overensstemmelse med de musikalske dyder, Ken Gudman stod for, har ydet en særlig indsats med personlighed, musikalsk håndværk og integritet. Med prisen følger en statuette.

## Prismodtagere
- 2004: Aske Jacoby
- 2005: Per Christian Frost
- 2006: Moussa Diallo
- 2007: Laust Sonne[1]
- 2008: Wili Jønsson
- 2009: Klaus Menzer
- 2010: Lars Skjærbæk[2]
- 2011: Cæcilie Trier[3]
- 2012: Mikkel Nordsø,[4] Fremtidsprisen: The William Blakes
- 2013: Kresten Osgood[5]
- 2014: Peter Uhrbrand
- 2015: Gustaf Ljunggren[6]
- 2016: Hugo Rasmussen (posthumt)[7]
- 2017: Alex Riel og Stefan Pasborg
- 2018: Rune Kjeldsen
- 2019:
- 2020:
- 2021:
- 2022:
- 2023:
- 2024: